# Mochokus
Mochokus is een geslacht van straalvinnige vissen uit de familie van de baardmeervallen (Mochokidae).

## Soorten
- Mochokus brevis Boulenger, 1906
- Mochokus niloticus Joannis, 1835